# Južina (2025.)
Južina je hrvatski humoristični film iz 2025. godine, redatelja i scenarista Ante Marina.
Svjetska premijera filma bila je 10. srpnja 2025. na 72. Pulskom filmskom festivalu.

## Radnja
Dok južina potresa Split, životi stanara oronule četverokatnice počinju se ispreplitati u mozaičnoj crnohumornoj priči. Suspendirani profesor, paranoična starica, manipulativna majka-vjernica, neuspješni reper i nasilni bivši dečko upadaju u niz nesporazuma, sitnih spletki i rastućeg kaosa. U ovom složenom spletu svakodnevnih situacija, gdje su čak i „heroji“ zlikovci u očima svojih susjeda, film istražuje obiteljske odnose, društvene norme i osobne izazove kroz prepoznatljiv splitski duh, dijalekt i humor.

## Glumačka postava
- Donat Zeko
- Stojan Matavulj
- Snježana Sinovčić Šiškov
- Mijo Kevo
- Pablo Kovačić
- Jeremy Kovačić
- Andrea Mladinić
- Mijo Jurišić
- Mate Tavrić
- Petra Krolo
- Marin Zec
- Katarina Bodrožić
- Luci Matulić
- Slavena Verić
- Nika Petrović
- Paško Vukasović
- Grgo Šipek Grše
- Katarina Romac
- Ana Franić
- Mirjana Ševo
- Bruna Zeko
- Van Zeko
- Franko Jakovčević
- Ðorđe Marković
- Zdravko Vukelić
- Stipe Jelaska

## Vanjske poveznice
- Južina u internetskoj bazi filmova IMDb-a
- Južina u internetskom katalogu hrvatskih filmova HAVC-a